# Jet Executive
Jet Executive é uma companhia aérea com sede em Düsseldorf, na Alemanha, operando como ambulância aérea, e voos de carga para fora do aeroporto de Frankfurt e do aeroporto de Munique.